# Esdras Rangel
Esdras Azhael Rangel Romero (Ciudad de México, México, 31 de julio de 1977) es un exfutbolista mexicano. Jugaba de Portero y su equipo de retiro fue el Jaguares de Tapachula de la Primera A.

## Trayectoria
Inició su carrera en las fuerzas básicas del Club Universidad Nacional,Fue miembro de la selección mexicana en 1997 la Copa Mundial de fútbol juvenil en Malasia., pero no jugó en el torneo.Debuta en el Invierno 1996 y en varios torneos se ha mantenido como el segundo portero del equipo de los Pumas. 
Cuando parecía que su carrera despuntaba en el Clausura 2003, una lesión lo relega de nuevo a la banca. Para el Apertura 2003 pelea la titularidad con Sergio Bernal y Odín Patiño, pero el gran momento y regularidad que tiene Bernal lo deja prácticamente fuera de actividad; desde la banca es Campeón con Pumas en el Clausura 2004 y sale del equipo universitario para jugar el Apertura 2004 con los Jaguares de Chiapas.Él juega para Jaguares de Tapachula en la temporada 2007-08. Jugó para los Petroleros de Salamanca en 2005-06 Primera A.

### Clubes
| Club                      | País                | Año         | Partidos |
| ------------------------- | ------------------- | ----------- | -------- |
| Club Universidad Nacional | México              | 1995 - 2004 | 28       |
| Jaguares de Chiapas       | México              | 2004        | 0        |
| Salamanca                 | México              | 2005 - 2006 | 22       |
| Jaguares de Chiapas       | México              | 2006 - 2007 | 0        |
| Jaguares de Tapachula     | México              | 2007        | 3        |
| Total en su carrera       | Total en su carrera | 1995 - 2007 | 53       |